# بوبر زیتونی باومان
بوبر زیتونی باومان (نام علمی: Phyllastrephus baumanni) نام یک گونه از سرده بوبرهای اصلی است.